# Jayson Jablonsky
Jayson Jablonsky est un joueur américain de volley-ball né le 23 juillet 1985 à Orange (Californie). Il mesure 1,98 m et joue réceptionneur-attaquant. Il est international américain.

## Clubs
| Club                 | De        | À         |
| -------------------- | --------- | --------- |
| Playeros de San Juan | août 2007 | nov 2007  |
| AEK Athènes          | jan 2008  | mai 2008  |
| Zinella Bologne      | 2008-2009 | 2008-2009 |
| Leones de Ponce      | 2009      | 2009      |
| Olympiakos Le Pirée  | 2010-2011 | 2010-2011 |
| Tourcoing LM         | 2011-2012 | 2011-2012 |
| ACH Volley           | sep 2012  | déc 2012  |
| Al-Ahli              | jan 2013  | mai 2013  |
| Tours VB             | 2013-2014 | 2013-2014 |
| Fujian NPD           | 2014-2015 | 2014-2015 |
| PAOK Salonique       | 2016      | 2016      |
| Indios de Mayagüez   | 2016-2017 | 2016-2017 |
| Al-Muharraq SC       | 2017      | 2017      |

## Palmarès
- Ligue mondiale
  - Finaliste : 2012
- Championnat d'Amérique du Nord
  - Finaliste : 2011
- Coupe Pan-Américaine (2)
  - Vainqueur : 2008, 2010
  - Finaliste : 2011
- Championnat de France (1)
  - Vainqueur : 2014
- Championnat de Grèce (1)
  - Vainqueur : 2011
- Coupe de France (1)
  - Vainqueur : 2014
- Coupe de Grèce (1)
  - Vainqueur : 2011
- Supercoupe de Grèce (1)
  - Vainqueur : 2011